# Houderrane
Houderrane  (in arabo حودران‎?) è un centro abitato e comune rurale del Marocco situato nella provincia di Khémisset, regione di Rabat-Salé-Kénitra. Conta una popolazione di 6 414 abitanti (censimento 2014).